# Schlacht an der Trebia
Koordinaten: 45° 3′ 0″ N, 9° 36′ 0″ O
Saguntum – Lilybaeum II – Rhone – Ticinus – Trebia – Cissa – Trasimenischer See – Ager Falernus – Geronium – Cannae – Nola I – Nola II – Ibera – Cornus – Nola III – Beneventum I – Syrakus – Tarentum I – Capua I – Beneventum II – Silarus – Herdonia I – Obere Baetis – Capua II – Herdonia II – Numistro – Asculum – Tarentum II – Neu Karthago – Baecula – Grumentum – Metaurus – Ilipa – Crotona – Große Felder – Cirta – Zama
Die Schlacht an der Trebia war die zweite Landschlacht des Zweiten Punischen Krieges zwischen den Armeen Karthagos, unter der Führung Hannibals, und Roms unter dem Kommando des Konsuls Tiberius Sempronius Longus im Jahr 218 v. Chr. Die Schlacht an der Trebia endete mit der ersten größeren Niederlage römischer Truppen im italienischen Kernland.

## Die Ereignisse vor der Schlacht

### Ausbruch des Zweiten Punischen Krieges
Nachdem im Ersten Punischen Krieg Karthago den Römern unterlegen war, aber seine Macht anschließend wieder ausgebaut hatte, war ein erneuter Konflikt mit Rom unausweichlich. Der griechische Historiker Polybios, der die römische Sichtweise wiedergibt, sah in der Erweiterung der punischen Herrschaft in Hispanien dabei die Errichtung einer Machtbasis für einen Revanchekrieg gegen die Römer:
„Sobald nämlich Hamilkar, mit dessen persönlichem Groll seine und aller Karthager Empörung über diese Vergewaltigung vereinigte, die aufständischen Söldner niedergekämpft und seiner Vaterstadt Ruhe und Frieden gesichert hatte, richtete sich seine Initiative sogleich auf Iberien, um dort die Hilfsmittel für den Krieg gegen die Römer zu gewinnen. Und dies nun ist als dritte Ursache [für den späteren Krieg] anzusehen, ich meine die Erfolge der karthagischen Politik in Iberien. Denn im Vertrauen auf die dort errungene Macht gingen sie zuversichtlich dem Krieg entgegen.“
Dass Karthago zu diesem Zeitpunkt tatsächlich den Krieg wollte, ist aber unwahrscheinlich. Durch den Ebro-Vertrag zwischen Hasdrubal und Rom im Jahre 226 v. Chr., in dem der Ebro als Grenze zwischen Rom und Karthago festgelegt wurde, widerlegt sich Polybios’ Ansicht: Nicht Karthago, sondern Rom suchte nach einem Vorwand für eine Kriegserklärung. Als der Barkide Hannibal 219 die südlich des Ebro gelegene Stadt Sagunt eroberte, mit der sich die Römer kurz zuvor entgegen der Abmachung verbündet hatten, änderte der römische Senat sein Verhalten und drohte Karthago mit Krieg, falls dieses Hannibal nicht unverzüglich ausliefern würde. Die Römer wollten handeln, bevor Karthago wieder mächtiger wurde, und da sie die Gallier in der Poebene soeben unterworfen hatten, erschien ihnen der Zeitpunkt günstig. So unterbreiteten sie 219 v. Chr. im karthagischen Rat ein inakzeptables Angebot: „Da sprach der Römer [Quintus Fabius], indem er seine Toga in eine Vertiefung zusammenfasste: ‚Hier bringen wir euch Krieg und Frieden; nehmt, was ihr wollt!‘ Auf diese Worte erwiderten sie nicht weniger trotzig mit Geschrei, er möge ihnen geben, was er wolle. Und als er dagegen, indem er die Vertiefung ausschüttete, erklärte, er gebe ihnen den Krieg, da antworteten alle, sie nähmen ihn an und würden ihn mit eben dem Mut, mit dem sie ihn annähmen, auch führen.“

### Hannibals Zug durch die Alpen

Beim Ausbruch des Krieges standen Hannibal etwa 90.000 Fußsoldaten und 12.000 Reiter zur Verfügung. Er entschied sich, den Römern, die eine Invasion Afrikas vorbereiteten, zuvor zu kommen, indem er selbst in die Offensive ging. Da die römische Flotte seit 241 das Meer beherrschte, stand Hannibal nur der Landweg zur Verfügung, um Rom in Italien zu attackieren. Um die eroberten Gebiete in Hispanien zu verteidigen, ließ er 10.000 Infanteristen unter Hanno in Hispanien zurück und entsandte weitere 10.000 in die bedrohte afrikanische Heimat. Des Weiteren führte er 37 Kriegselefanten mit sich.
Über die Wegstrecke, die er nahm, sind sich die Historiker bis heute nicht einig, man vermutet aber, dass er zunächst den Rhodanus (Rhône) und später die Isara (Isère) flussaufwärts zog. Nach den Angaben des Polybios überquerte er die Alpen vermutlich über den Col de Clapier und stieg mit Winteranfang in das heutige Italien ab. Fast sechs Monate nachdem er Carthago Nova verlassen hatte, erreichten etwa 38.000 Fußsoldaten, 8.000 Reiter, alle 37 Elefanten, außerdem 12.000 Libyer und 8.000 spanische Fußsoldaten im November die Poebene. Gründe für die Landstrecke waren einerseits die Gefahren einer Seefahrt, zumal die römische Flotte nach dem Ersten Punischen Krieg der Flotte Karthagos, wie gesagt, weit überlegen war, andererseits aber auch der Überraschungseffekt. Zudem versuchte Hannibal mit Erfolg, mehrere gallische Stämme für sich zu gewinnen. Doch auch auf dem Landweg kamen etwa 9.000 Punier ums Leben.

### Römische Taktik und Schlacht am Ticinus
| Ungefähre Lage des Schlachtfelds |

Die römische Taktik sah einen Doppelangriff auf das von Karthago besetzte Hispanien wie auch auf das karthagische Kernland an der nordafrikanischen Küste vor. Den Angriff auf Hispanien leitete Publius Cornelius Scipio (Konsul 218 v. Chr.), der sich mit der Flotte schon auf dem Weg nach Spanien befand, als er in Massilia von Hannibals Rhôneüberquerung erfuhr. Doch trotz seiner Kundschafter gelang es Scipio nicht mehr, Hannibal vor den Alpen zu stellen, woraufhin er nach Italien zurückkehrte um den Karthager in der Poebene zu stellen.
Den Angriff auf Nordafrika leitete Tiberius Sempronius Longus, der beim Erreichen der Kunde Scipios seine Vorbereitungen in Sizilien abbrach und sich dem Kriegsschauplatz in Norditalien zuwandte.
Von den beiden Konsuln erreichte Scipio als erster den Po, zog mit einer Streitmacht von etwa 2.500 Fußsoldaten und 1.500 Berittenen Hannibal entgegen und schlug nahe dem Fluss Ticinus sein Lager auf. Aus einer zufälligen Begegnung der Spähtruppen entwickelte sich somit im November 218 v. Chr. die erste Schlacht. Als die punischen Verbände angriffen, flohen die römischen Speerträger und die karthagische Kavallerie umzingelte die verbliebenen Legionäre, welche vollständig aufgerieben wurden. Bei dem Gefecht wurde Scipio schwer verwundet und konnte angeblich nur durch ein heldenhaftes Eingreifen seines Sohnes gerettet werden.
Nach der Niederlage wollte Scipio Hannibal weitestgehend aus dem Weg gehen und auf weitere Verstärkung aus Rom warten. Doch der aus Sizilien zur Hilfe geeilte Sempronius forderte eine militärische Entscheidung noch im Dezember 218 v. Chr.

## Die Schlacht

### Ausgangslage
Der Konsul hatte in der Nähe der Festung Placentia Stellung genommen, musste diese aber, nachdem gallische Verbände gesichtet worden waren, verlassen und setzte sich auf den Hügeln hinter der Trebia fest. Die karthagische Vorhut, die überwiegend aus numidischen Reitern bestand, fand nur noch das verlassene Lager vor und verschwendete dabei Zeit mit der Plünderung, anstatt die Verfolgung der Römer aufzunehmen.
Diese hatten nun ihre Ausgangsstellung bezogen und somit Hannibals Weitermarsch behindert und ihn gezwungen, sein Lager auf der anderen Flussseite aufzuschlagen. Sempronius wiegte sich bereits in Sicherheit, da sein Lager durch den Apennin am linken Flügel, den Po und die Festung Placentia am rechten Flügel geschützt schien und die Trebia ihn in diesem besonders kalten Winter einen Vorteil beim Angriff Hannibals versprach.
Das Heer des Konsuls betrug unterdessen etwa 36.000 römische Infanteristen, 3.000 gallische Verbündete und 4.000 equites Auxiliares (leichte Kavallerie-Hilfskräfte). Scipio forderte Sempronius von seinem Krankenbett aus zum Warten auf, doch der Konsul hatte jetzt infolge von Scipios Verwundung den alleinigen Oberbefehl und drängte in dem Bewusstsein, dass seine Amtszeit in wenigen Monaten ablief, auf eine Entscheidung.
Der durch Spionage bestens informierte Hannibal erkannte diesen Vorteil, ließ alle den Römern treu gebliebenen Dörfer verwüsten und überließ ihnen bei einem Reitergefecht den Sieg. Seine Heeresstärke betrug etwa 20.000 Mann Fußvolk (drei Fünftel Libyer, zwei Fünftel Spanier) und rund 6.000 erfahrene Kavalleristen.

### Der Tag der Schlacht
| 1 | karthagisches Lager     | 2 | karthagische Kavallerie |
| 3 | karthagische Infanterie | 4 | Magos Abteilung         |
| 5 | Fluss Trebia            | 6 | römische Kavallerie     |
| 7 | römische Infanterie     | 8 | römisches Lager         |
| 9 | Fluss Po                | 0 | Festung Placentia       |

An dem verregneten und kalten Morgen des 18. Dezember lockte Hannibals Kavallerie die der Römer auf ihre Flussseite und verwickelte sie in ein Gefecht. Der ungeduldige Konsul sah seine Kavallerie in Gefahr und entsandte sein noch müdes und um das Morgenmahl gebrachtes Hauptheer zum Kampf.
Hannibal hingegen ließ seine Soldaten mit Fett einreiben und Lagerfeuer errichten. Zusätzlich stationierte er seinen Bruder Mago mit 1.000 gallischen Reitern und ebenso vielen Infanteristen durch den dichten Wald gut getarnt auf seiner rechten Seite.
Die hungrigen, ermüdeten und durchnässten Legionäre durchquerten unterdessen mit Mühe die eiskalte Trebia. Sofort entwickelte sich die Schlacht, wobei der Karthager seine Elefanten und seine Kavallerie die Flügel der Römer angreifen ließ, wo sich deren letzte Berittene befanden. Diese wurden vollständig aufgerieben und die karthagischen Reiter setzten nun den Legionären zu. Diese wussten, dass der Rückzug durch die Trebia ihren sicheren Tod bedeutete und wehrten sich erbittert. Doch nun gab Hannibal Mago den Befehl zum Angriff und ließ dessen Truppen aus dem Hinterhalt heraus die linke Seite der Römer angreifen. Die Flügel der Römer und die letzten Glieder des Zentrums wurden durch diesen Angriff aufgelöst und Panik setzte ein. Dennoch gelang es den fähigsten Legionären, eine Schneise durch die gallischen Söldnerverbände in der linken Seite der Karthager zu schlagen, wodurch etwa 10.000 Römer nach Placentia entkamen.
Die Verluste der Römer schätzen die antiken Historiker auf etwa 20.000 Kämpfer, unter ihnen viele Adlige und fast die gesamte Kavallerie.
Dennoch kam der Sieg auch die Karthager teuer zu stehen. Sie verloren nicht nur die gallischen Söldnertruppen, sondern auch viele der älteren und erfahrenen Soldaten, die ihren Verletzungen erlagen oder der rauen Kälte zum Opfer fielen. Gleichzeitig rafften Krankheiten die Kriegselefanten bis auf einen dahin, auf dem Hannibal im Frühjahr 217 v. Chr. nach Arretium (Arezzo) ritt.

## Folgen der Schlacht
Die Schlacht an der Trebia war der Auftakt einer Reihe von Siegen Hannibals während seines Vormarsches durch Italien. Im darauffolgenden Jahr, als Gnaeus Servilius Geminus und Gaius Flaminius Konsuln waren, erlitten die Römer eine weitere schwere Niederlage in der Schlacht am Trasimenischen See.
Gleichzeitig lag Norditalien nun in Hannibals Hand, welcher Städte wie Arretium plündern ließ und somit Panik nach Rom brachte.